# Eumegaparia flaveola
Eumegaparia flaveola là một loài ruồi trong họ Tachinidae.